# Singa chota
Singa chota är en spindelart som beskrevs av Benoy Krishna Tikader 1970. Singa chota ingår i släktet Singa och familjen hjulspindlar. Inga underarter finns listade i Catalogue of Life.